# Rebekka Karijord
Rebekka Karijord (* 19. listopadu 1976 Sandnessjøen, Norsko) je norská zpěvačka, klavíristka a hudební skladatelka žijící ve švédském Stockholmu. Vedle svých vlastních alb, která do roku 2012 vydala tři a ještě jedno se skupinou The Mysterybox se věnuje skládání hudby k filmům a k tomu ještě v několika filmech sama hrála. Své zatím poslední album nazvané We Become Ourselves vydala v roce 2012 a kritika jej přijala kladně. Dne 21. května 2013 vystoupila v klubu Roxy v Praze. Šlo o její první samostatné vystoupení na území Česka. O dva roky dříve vystoupila na festivalu Letní Letná spolu s cirkusem Cirkus Cirkör.

## Diskografie
- Neophyte (2003)
- Good or Goodbye (2005)
- The Noble Art of Letting Go (2009)
- We Become Ourselves (2012)